# 泰姆亚内茨
50°53′8″N 29°26′15″E / 50.88556°N 29.43750°E
泰姆亚内茨（烏克蘭語：Тем'янець），2024年9月前名为佩爾紹特拉夫内韋（烏克蘭語：Першотравневе），是烏克蘭的村落，位於該國北部日托米爾州，由科羅斯堅區马林市镇負責管轄，面積0.39平方公里，海拔高度169米，2001年人口28，人口密度每平方公里71.25人。
2024年9月19日，乌克兰最高拉达将此村的名字改为泰姆亚内茨。